# Cabrera (Santander)
Pour les articles homonymes, voir Cabrera.
Cabrera est une municipalité du département de Santander en Colombie.